# Кузбаселектромотор
ТОВ Науково-виробниче об'єднання Кузбаселектромотор — підприємство з розробки і виробництва асинхронних вибухозахищених електродвигунів для вугільної, нафтової і хімічної промисловості; низьковольтної апаратури (рудникових вибухобезпечних пускачів, вимикачів) для вугільної промисловості; ТИП і нестандартне обладнання. Базується в місті Кемерово.